# Neteb - La principessa del Nilo
Neteb - La principessa del Nilo (La Princesse du Nil) è una serie televisiva a cartoni animati francese.
La serie, prodotta da France 2 con Marina Productions e Victory, è stata trasmessa in patria dall'11 settembre 1999 su France 2 e in Italia dal 15 luglio 2001 su Italia 1. La versione italiana della sigla è cantata da Cristina D'Avena.

## Trama
Questo citano le iscrizioni geroglifiche intagliate nella roccia che contorna le statue reali ornanti il tempio di Abu Simbel, in Nubia. L'enorme monumento fu eretto da Ramses II, il faraone che resse le sorti dell'Egitto durante il Nuovo Regno per ben 67 anni, dal 1279 al 1212 a.C. Ramses II fu legato a Nefertari, la prima sposa reale, la regina dell'amore. Era bellissima, la potente Nefertari, la bella fra le belle: alta, sottile, con lunghi e lucidi capelli neri. E bellissima era la sorella della Regina dell'Amore, Netèb, la principessa del Nilo, che nel 1275 a.C. fu l'unica ragazza ad essere ammessa alla Casa della Vita, una scuola dedicata a pochi privilegiati seguiti dal Sacerdote Setne.
La vivace e dolcissima Neteb, in quel periodo, intreccia una profonda amicizia con il suo compagno di giochi Merempah, figlio di un funzionario del faraone, destinato a diventare un valoroso soldato. È il periodo del "Nuovo Regno" dell'Egitto, l'Impero è ricco, florido, prospero, ma un male oscuro incombe: il sacerdote Reshep trama alle spalle di Ramses II, sotto la guida del perfido dio Seth, colui nel quale si credevano fossero personificati gli elementi indomabili e ribelli della natura. Il sole sorge lentamente dalle colline orientali e valica il fiume: lo scontro sta per iniziare. La giovane Neteb e il suo compagno si troveranno ad affrontare un nemico grande, imprevedibile, perfido e violento, ma troveranno in loro stessi la chiave per combatterlo.

## Personaggi
- Neteb: protagonista della serie animata. È innamorata, ricambiata, di Merenptah, figlio del Faraone.
- Merenptah: secondogenito di Ramses, nato dalla sua sposa Iset, e apprendista del Kap.
- Ramses: Faraone d'Egitto.
- Nefertari: sposa reale di Ramses.
- Setne: fedele consigliere del Faraone.
- Ombos:
- Reshep: secondo sacerdote di Amon, e principale antagonista, in quanto cerca di tradire il Faraone in tutto il corso della serie, per vendicare lo sterminio della sua famiglia da parte degli egiziani.
- Kabbah:
- Touy, o Tuya: madre di Ramses e sposa reale di Seti I.
- Xantos:
- Kaba: direttore del Kap.
- Pashed:
- Pariamakhou: capo medico del regno.
- Zab: il cane da compagnia di Neteb. Zab vuol dire "sciacallo" in egizio.
- Kai: uno scultore. Tuthmosi è un suo allievo.
- Sennefer: medico e maestro di Neteb.
- Apep: mago del Faraone Akhenaton. Quando il generale Horemheb si oppose alla tirannia del Re e fece catturare il Mago, quest'ultimo promulgò una maledizione. Un secolo dopo, il vile Reshep si è impossessato delle tavolette su cui è scritta la maledizione e ora progetta di condurre l'Egitto alla rovina grazie al loro aiuto.

## Doppiaggio
| Personaggi  | Voce originale         | Voce italiana     |
| ----------- | ---------------------- | ----------------- |
| Neteb       | Soase Le Bras Boulvert | Donatella Fanfani |
| Merempah    | Olivier Jankovic       | Simone D'Andrea   |
| Ramses      | Patrice Baudrier       | Ivo De Palma      |
| Nefertari   | Julie Lefebvre         | Elisabetta Cesone |
| Reshep      | Mathieu Buscatto       | Mario Scarabelli  |
| Setne       | Guillaume Orsat        | Francesco Orlando |
| Ombos       |                        | Marco Pagani      |
| Kabbah      |                        | Riccardo Peroni   |
| Touy / Tuya |                        | Loredana Alfieri  |
| Xantos      |                        | Stefano Albertini |
| Pashed      |                        | Gianmarco Ceconi  |
| Pariamakhou |                        | Aldo Stella       |
| Narratore   |                        | Enrico Maggi      |